# Five Nights at Freddy's: Into the Pit
Five Nights at Freddy's: Into the Pit é um jogo de terror e ação-aventura em 2D inspirado na narrativa homônima presente no primeiro volume da série de livros Fazbear Frights, escrita por Scott Cawthon e Elley Cooper. O título foi lançado em 7 de agosto de 2024 como parte das comemorações do décimo aniversário da franquia Five Nights at Freddy's.
Desenvolvido pela Mega Cat Studios, o jogo adapta elementos da graphic novel e desafia os jogadores a explorar uma versão abandonada da Pizzaria Freddy Fazbear. Nele, é necessário reunir pistas, desvendar o mistério por trás de uma piscina de bolinhas e evitar o temido Coelho Amarelo (Spring Bonnie). A jogabilidade inclui viagens no tempo por meio de um portal secreto localizado dentro da piscina, levando o protagonista entre diferentes versões temporais do mesmo local.
Os jogadores precisam resolver quebra-cabeças, coletar pistas e escapar da criatura animatrônica que os persegue, com o objetivo de salvar seus amigos e familiares, além de garantir a própria sobrevivência.
O título foi foi amplamente elogiado pela crítica especializada e pelo público. A versão para PC obteve uma média de 87 pontos no Metacritic, constituindo a maior avaliação da franquia até o momento. Na plataforma Steam, o jogo recebeu uma taxa de aprovação de 95% por parte dos usuários, também a mais alta da série.

## Resumo
Five Nights at Freddy's: Into the Pit é a mais recente entrada da franquia Five Nights at Freddy's e a primeira a adaptar uma história dos seus livros derivados. O título proporciona aos jogadores a experiência do primeiro conto da série Fazbear Frights, intitulado "Into the Pit".  Para transformar a narrativa original em uma experiência interativa, algumas alterações foram realizadas, como a divisão da história, modificações no enredo e na estrutura das cinco noites clássicas. Contudo, outras adições aprofundam a exploração da narrativa, permitindo que o jogo expanda a tradição apresentada no conto original.
Into the Pit é uma releitura fiel e impactante do conto, embora destinada a um público diferente daquele do livro. O desafio de apresentar a franquia a novos jogadores não limita suas referências, possibilitando que o título incorpore diversos elementos narrativos e ambientais que o conectam ao universo mais amplo de Five Nights at Freddy's. Dessa forma, o jogo amplia o papel da história original, aprofundando a tradição, os personagens e os segredos da série na busca pelo personagem Oswald.

## Desenvolvimento
Um jogo não anunciado por Scott Cawthon vazou em janeiro de 2024. Um trailer, baseado na história de Fazbear Frights intitulada "Into the Pit", mostrava um novo tipo de jogo Five Nights at Freddy's no estilo 16 bits, com jogabilidade de rolagem lateral ambientada na Jeff's Pizza.  Para abordar o vazamento, Scott Cawthon fez uma postagem no subreddit oficial da franquia FNAF, onde declarou:
| “                                                | “Não precisa manter tudo em segredo. Está tudo bem! Sim, eu estava tentando manter isso em segredo por mais um tempo, mas agora que saiu, está tudo bem. Este jogo está em desenvolvimento há muito tempo, na verdade, e estou muito orgulhoso do produto final. Será um jogo de 10º aniversário!”. | ” |
| — Scott Cawthon via subreddit em janeiro de 2024 | |   |

Em junho de 2024, Five Nights at Freddy's: Into the Pit, desenvolvido pela Mega Cat Studios, foi oficialmente anunciado para os consoles PlayStation 5, Xbox Series, PlayStation 4, Xbox One, Nintendo Switch e PC. No início de agosto, ocorreu um evento especial em comemoração ao décimo aniversário de Five Nights at Freddy's, que incluiu uma programação repleta de atividades. Entre os dias 1 e 8 de agosto, foram apresentados sequências, spin-offs, novos produtos e o anúncio do segundo filme da franquia. O lançamento de Five Nights at Freddy's: Into the Pit estava agendado para o dia 8 de agosto.

## Lançamento
Five Nights at Freddy's: Into the Pit foi originalmente programado para ser lançado em 8 de agosto de 2024, data que marca o aniversário do lançamento do primeiro jogo da série. No entanto, devido a um lançamento antecipado acidental no Japão, o jogo acabou sendo disponibilizado um dia antes no país, em 7 de agosto de 2024, inicialmente para o console Nintendo Switch. Pouco tempo depois, o título foi lançado mundialmente para PC. Posteriormente, em 27 de setembro de 2024, o jogo foi disponibilizado para os demais consoles: PlayStation 5, Xbox Series, PlayStation 4, Xbox One e Nintendo Switch.

## Jogabilidade
Five Nights at Freddy’s: Into the Pit apresenta um formato distinto dos demais jogos da franquia. O jogador assume o controle de Oswald, um garoto que descobre uma piscina de bolinhas capaz de transportá-lo entre o presente e um passado distorcido. A estrutura do jogo é dividida em ciclos de cinco dias e cinco noites, com mecânicas distintas entre os dois períodos.
Durante os segmentos diurnos, Oswald pode explorar livremente locais como a pizzaria abandonada e sua escola, interagir com personagens não jogáveis (NPCs) e coletar itens — como baterias, ferramentas e peças de fliperama — que são utilizados para resolver enigmas ou facilitar a sobrevivência noturna.  Esses momentos privilegiam a exploração e o avanço narrativo, permitindo ao jogador investigar o mundo ao redor.
À noite, o foco do jogo se volta para a sobrevivência e a furtividade. Oswald deve escapar de sua casa e retornar à pizzaria, agora dominada por animatrônicos hostis, como Spring Bonnie, Chica e Bonnie. Nestes segmentos, o jogador deve evitar ser detectado, usando esconderijos ou distrações sonoras para despistar as ameaças. O sistema de ruído é um dos principais elementos de jogabilidade: uma barra indica o nível de som gerado por ações como correr, abrir portas ou usar a lanterna. Se o nível de ruído for elevado, os animatrônicos podem localizar o protagonista. Para distraí-los, o jogador pode ativar objetos barulhentos ou máquinas espalhadas pelo cenário.
Caso Oswald seja avistado, é possível utilizar esconderijos, como armários, dutos e debaixo de mesas. Esses locais ativam minijogos baseados em eventos de tempo rápido (QTEs), nos quais o jogador deve, por exemplo, segurar a respiração, afastar aranhas ou apertar botões em sequência para permanecer oculto. O título oferece opções de acessibilidade que permitem automatizar essas interações.
Além disso, a progressão narrativa exige o uso da piscina de bolinhas como portal temporal, permitindo transitar entre presente e passado. Muitos enigmas requerem manipulações em ambas as linhas temporais, como buscar um objeto no presente para resolver uma situação no passado. Também é possível restaurar máquinas de fliperama, que liberam minijogos jogáveis e prêmios colecionáveis.
A dificuldade do jogo aumenta gradualmente, com a introdução de novos animatrônicos, desafios mais complexos e ambientes mais hostis conforme os dias e noites avançam. O progresso depende do equilíbrio entre a exploração durante o dia e o sucesso nas sequências noturnas de sobrevivência.

## História
A trama acompanha Oswald, um garoto de dez anos que anseia por algo emocionante em sua cidade natal decadente. Após se esconder em uma velha e suja piscina de bolinhas na pizzaria local, Oswald é misteriosamente transportado através do tempo, emergindo na Pizzaria Freddy Fazbear. Embora inicialmente empolgado com a descoberta, ele logo percebe que algo sinistro ocorre naquele estranho estabelecimento, sendo forçado a participar de um jogo de sobrevivência. Infelizmente, Oswald chega no dia fatídico em que Spring Bonnie assassinou seis crianças, fazendo-o fugir de volta para a piscina de bolinhas.
Oswald chega ao local no dia fatídico em que Spring Bonnie assassinou seis crianças, o que o obriga a fugir de volta para a piscina de bolinhas. Ao tentar explicar o ocorrido para seu pai, Spring Bonnie emerge da piscina, arrasta o pai de Oswald para o passado e assume seu lugar no presente. Com Spring Bonnie em seu encalço, Oswald precisa encontrar uma forma de escapar de casa a cada noite, retornar ao passado e interromper a cadeia de eventos desencadeada.

## Recepção

### Crítica profissional
Five Nights at Freddy's: Into the Pit foi amplamente elogiado tanto pela crítica especializada quanto pelo público. No agregador de críticas Metacritic, a versão para PC registrou uma média ponderada de 87/100, baseada em nove análises profissionais. Se tornando a maior nota da série no site. As versões para PlayStation 5 e Xbox Series X e Series S também obtiveram avaliações predominantemente positivas. No OpenCritic, o título registrou uma média de 83/100, com 86% dos críticos recomendando o jogo.
Na plataforma Steam, o título conta com 95% de avaliações positivas, indicando recepção “Extremamente Positiva” por parte dos usuários.
A crítica ressaltou a atmosfera envolvente, os visuais pixelados e a fidelidade ao universo da franquia. Hannah Adkins, do Comicbook, concedeu nota máxima, descrevendo o jogo como o melhor da série nos últimos anos e destacando sua experiência atmosférica e divertida. Brie Hoban, do GameRant, também avaliou com 10/10, enfatizando os visuais assustadores, animações detalhadas e som realista, além de celebrar o décimo aniversário da franquia.
Outros críticos elogiaram a narrativa madura, o design sonoro e a jogabilidade envolvente. Mario Vasquez, do BabelTechReviews, deu 8.5/10, destacando a pixel art e a história, embora tenha criticado a curta duração e alguns controles confusos. Tyler Nienburg, do Rectify Gaming, atribuiu 9/10, ressaltando a atmosfera e gráficos, mas apontando repetitividade nas tarefas. Nat Collazo, do The Nerd Stash, também avaliou com 9/10, elogiando o uso criativo do som e a arte, mas criticando a falta de salvamento manual.
Apesar das avaliações positivas, algumas críticas mencionaram a repetitividade da jogabilidade e falta de inovação. Marc Catalano, do KeenGamer, atribuiu 7/10, elogiando os visuais e som, mas criticando o final pouco impactante. Elena Swan, do Smash Jump, destacou a ambientação e narrativa, porém apontou a repetição nas mecânicas.
Na versão para PlayStation 5, a recepção foi favorável, com elogios à atmosfera e ao visual 2D. Coller Entragian, do Cubed3, avaliou com 8/10, elogiando gráficos e ambientação, apesar da narrativa confusa. Joe Richards, do PlayStation Universe, deu 6,5/10, destacando a inovação da perspectiva em terceira pessoa, mas criticando bugs e controles. Alguns críticos ressaltaram a repetitividade e a abordagem menos assustadora do título para o público infantil.
No Xbox Series X e Series S, o jogo recebeu elogios pela narrativa imersiva e quebra-cabeças desafiadores. Paul Renshaw, do TheXboxHub, destacou esses aspectos positivamente. A Gaming Debugged elogiou a arte em pixel e a atmosfera de horror, embora tenha citado a curta duração como ponto negativo. Naser Nahandian, do Gazettely, avaliou o título com 9/10, ressaltando a imersão e elementos de sobrevivência.

### Classificações
Five Nights at Freddy’s: Into the Pit foi amplamente elogiado pela crítica especializada, sendo frequentemente citado como um dos melhores jogos da franquia. O título foi listado entre os 25 melhores jogos de 2024 pela MSN Games, conforme avaliação de Nazarii Verbitskiy. No agregador OpenCritic, o jogo encontra-se no 91.º percentil entre todos os títulos avaliados em 2024, demonstrando uma recepção crítica altamente positiva. O site Comic Book Resources classificou Into the Pit como o melhor spin-off da série, ocupando a primeira posição em sua análise. Já o portal TheGamer posicionou o jogo como o segundo melhor da franquia, atrás apenas de Five Nights at Freddy's.
| Publicação | Lista                                           | Posição | Ref.   |
| ---------- | ----------------------------------------------- | ------- | ------ |
| CBR        | Melhor jogo spin-off de Five Nights at Freddy's | 1       | [ 62 ] |
| TheGamer   | Qual jogo da FNAF é o melhor?                   | 2       | [ 63 ] |
| MSN Games  | Melhores jogos de 2024                          | 25      | [ 64 ] |
| OpenCritic | Percentil de avaliação entre jogos de 2024      | 91      | [ 65 ] |

### Prêmios ou indicações
| Ano  | Premiação              | Categoria             | Resultado | Ref.   |
| ---- | ---------------------- | --------------------- | --------- | ------ |
| 2024 | The Horror Game Awards | Escolha dos jogadores | Indicado  | [ 66 ] |
| 2024 | The Horror Game Awards | Jogo de terror do ano | Indicado  | [ 66 ] |

## Desempenho comercial
No lançamento para PC, Five Nights at Freddy's: Into the Pit registrou um pico estimado de 6.636 jogadores simultâneos na plataforma Steam em 7 de agosto de 2024. Durante sua semana de estreia, entre os dias 6 e 13 de agosto de 2024, o título alcançou a quarta colocação entre os jogos pagos mais vendidos no ranking global da Steam. No ranking geral da semana — que inclui títulos gratuitos — o jogo ocupou a 17ª posição. Na plataforma Steam, estima-se que o jogo tenha vendido aproximadamente 304 mil cópias. Até agosto de 2025, a receita bruta acumulada é estimada em mais de R$ 4,7 milhões.

## Impacto
Após o sucesso de crítica e público, Five Nights at Freddy's: Into the Pit gerou expectativas para que a Mega Cat Studios tenha mais oportunidades de adaptar outras histórias da série Five Nights at Freddy's. Brad Lang, da Screen Rant, afirmou: "Com o segundo filme live-action previsto para estrear em dezembro de 2025, faria sentido lançar outro jogo spin-off para coincidir com o lançamento do próximo filme. Se isso vai acontecer ou não, ainda não se sabe."

### Mega Cat Studios
A Mega Cat Studios recebeu elogios pelo desenvolvimento de Five Nights at Freddy’s: Into the Pit, sendo reconhecida tanto pela crítica especializada quanto pela comunidade de fãs. Siddharth Patil, do portal Sportskeeda, demonstrou entusiasmo em relação ao projeto e destacou o interesse por futuras adaptações da antologia Fazbear Frights produzidas pelo estúdio. O site Gamepressure elogiou o cuidado visual da produção, ressaltando a técnica de pixel art característica da desenvolvedora. Hannah Adkins, do ComicBook, destacou a dedicação da equipe de desenvolvimento e expressou otimismo quanto aos próximos projetos da franquia. Em sua análise para o AVForums, Mohammad Hamid observou que, mesmo com um orçamento limitado, a Mega Cat Studios conseguiu entregar uma experiência de terror imersiva e fiel às raízes da série.

### Comunidade
Para a comunidade de fãs de Five Nights at Freddy's, Into the Pit foi amplamente reconhecido como uma adição desejada à franquia. Lauren Beeler-Beistad, da Game Rant, afirmou que o jogo atendeu às expectativas dos fãs, classificando-o como "um dos spin-offs mais fortes da série", destacando sua história complexa. De forma similar, Kayleigh Partleton, da Pocket Tactics, recomendou o título tanto para fãs da franquia quanto para entusiastas do gênero survival horror, enfatizando sua narrativa envolvente. A recepção da comunidade foi positiva em plataformas como Steam, PlayStation Store e YouTube.